# ТЕС Агартала
23°52′15″ пн. ш. 91°21′39″ сх. д. / 23.87083° пн. ш. 91.36083° сх. д.
ТЕС Агартала – електростанція на північному сході Індії у штаті Тріпура. Також відома як Agartala Gas Based Power Plant.
В 1998 році на майданчику станції стали до ладу чотири газові турбіни потужністю по 21 МВт. Майже два десятки років вони працювали у відкритому циклі, проте в 2015-му були доповнені відповідною кількість котлів-утилізаторів та двома паровими турбінами потужністю по 25,5 МВт, що дозволило створити два парогазові блоки комбінованого циклу потужністю по 67,5 МВт (дві газові та одна парова турбини в кожному).
ТЕС спорудили з розрахунку на використання природного газу, який надходить з месцевих джерел через Agartala Regional Gas Network (можливо також відзначити, що в першій половині 2020-х років очікується під’єднання Тріпури до газотранспортної системи країни за допомогою трубопроводу North East Gas Grid).
Видача продукції відбувається по ЛЕП, розрахованим на роботу під напругою 132 кВ.